# قرة تبة (تبريز)
قرة تبة هي قرية في مقاطعة تبريز، إيران. عدد سكان هذه القرية هو 436 في سنة 2006.